# Х-59
Х-59 (рос. «Овод» (укр. Овід), виріб Д-9, за кодифікацією НАТО AS-13 Kingbolt) — радянська і російська високоточна авіаційна ракета класу «повітря-поверхня» середнього радіусу дії.
Призначена для ураження важливих наземних та надводних об'єктів противника, прикритих ППО, що візуально виявляються оператором у будь-який час вдень у простих метеоумовах, а також різновиди для вседобового та протикорабельного застосування.

## Історія
Розробка керованої ракети Х-59 виконувалася МКБ «Радуга». Льотно-конструкторські випробування ракет X-59 «Овод» проведені в 1975—1977 роках у Державному льотно-випробувальному центрі (Ахтубінськ).
Державні випробування X-59 були закінчені в 1979 році, на озброєння комплекс у складі винищувача-бомбардувальника Су-24М, контейнера управління і двох ракет Х-59 був прийнятий в 1980 році. Також «Оводом» оснащувалися одномісні винищувачі-бомбардувальники Су-17М, такий комплекс отримав найменування Су-17М4. Х-59 у складі Су-17М4 був прийнятий на озброєння в 1982 році, але через припинення серійного випуску Су-17, основним носієм Х-59 був Су-24М.
Зараз модифікації Х-59 виробляються та модернізуються корпорацією «Тактичне ракетне озброєння», до якої входить МКБ «Радуга».

## Модифікації

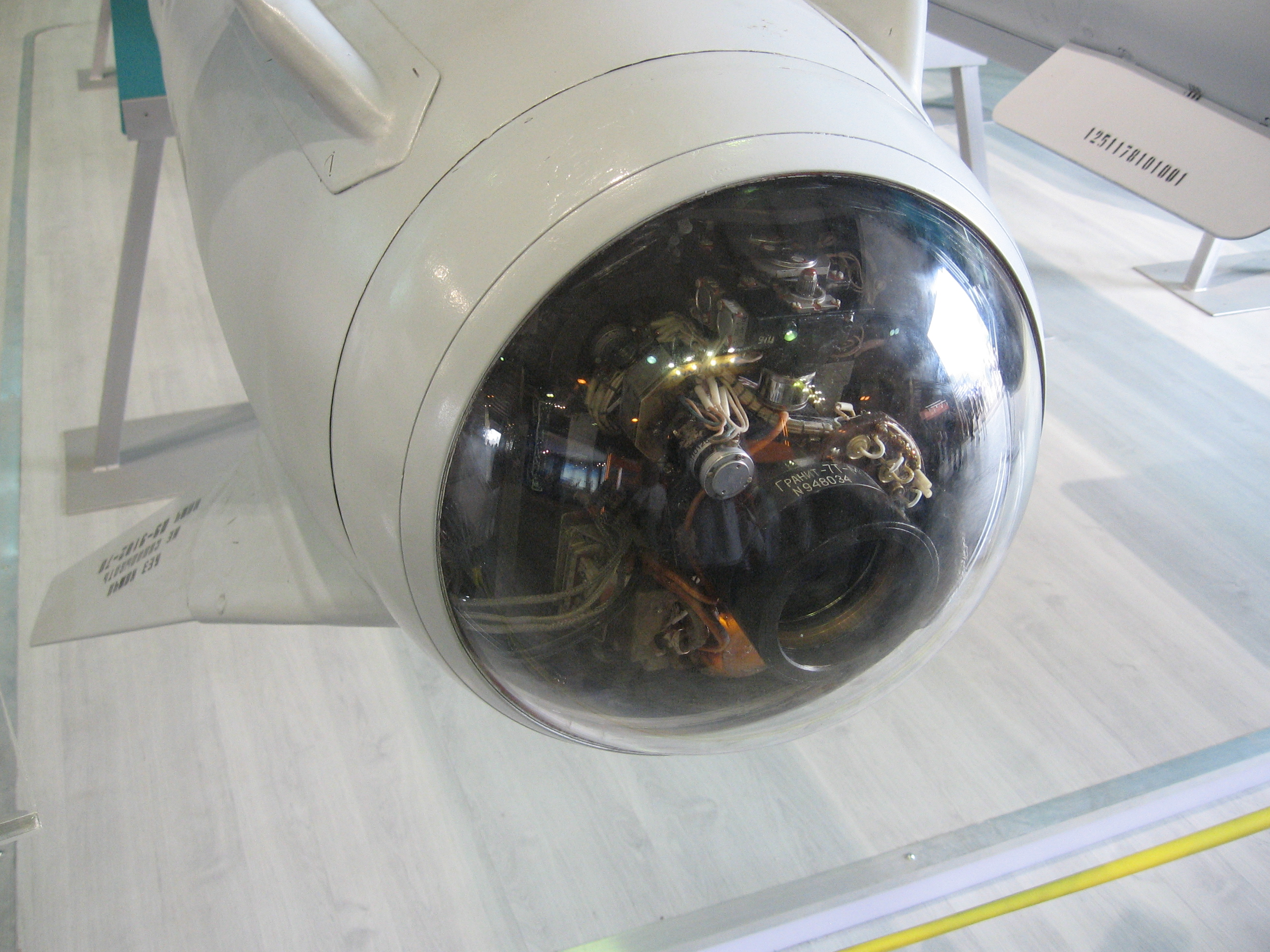
Х-59МЭ, головна частина

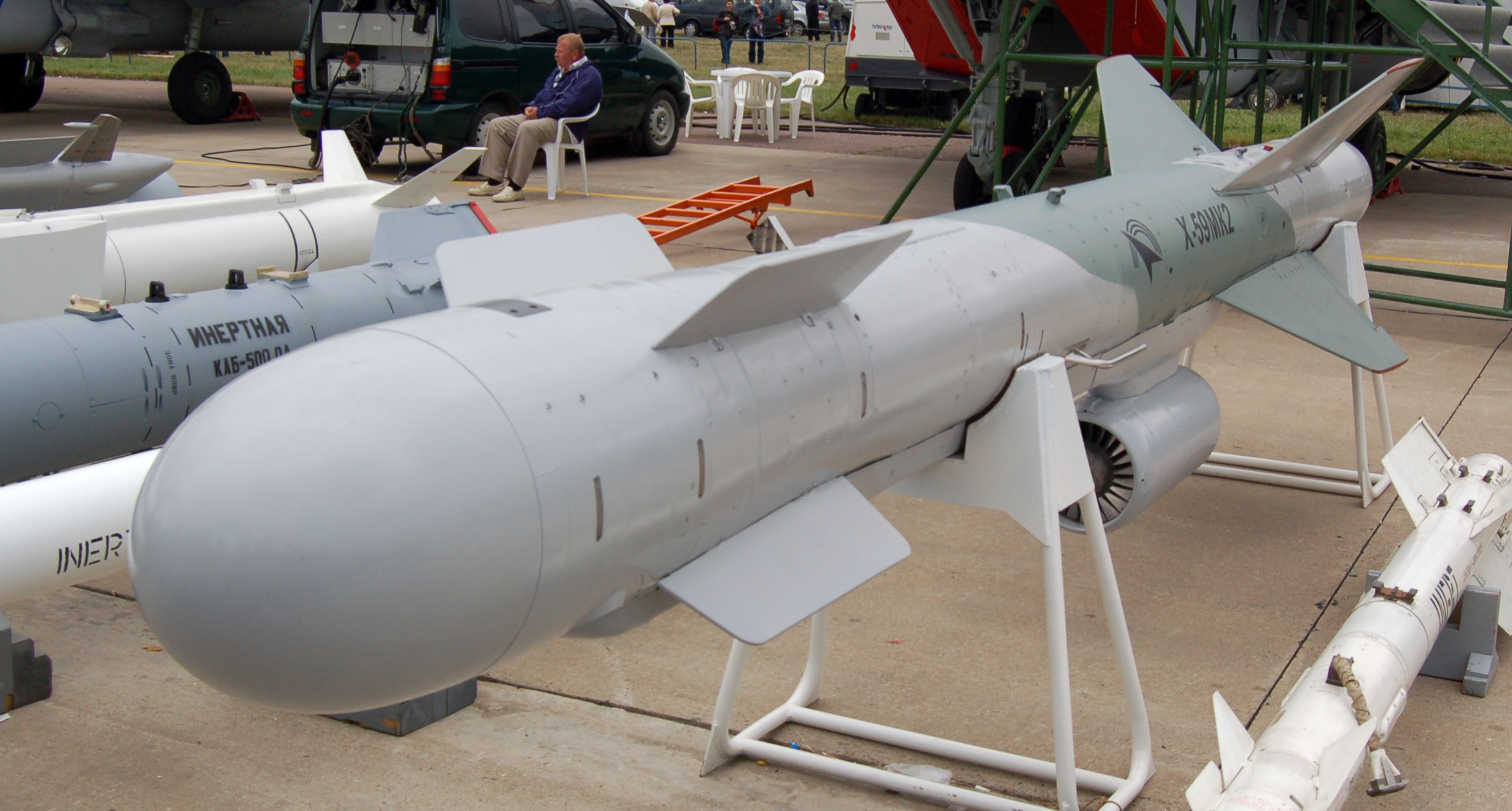
Ракета Х-59МК2 на МАКС-2009

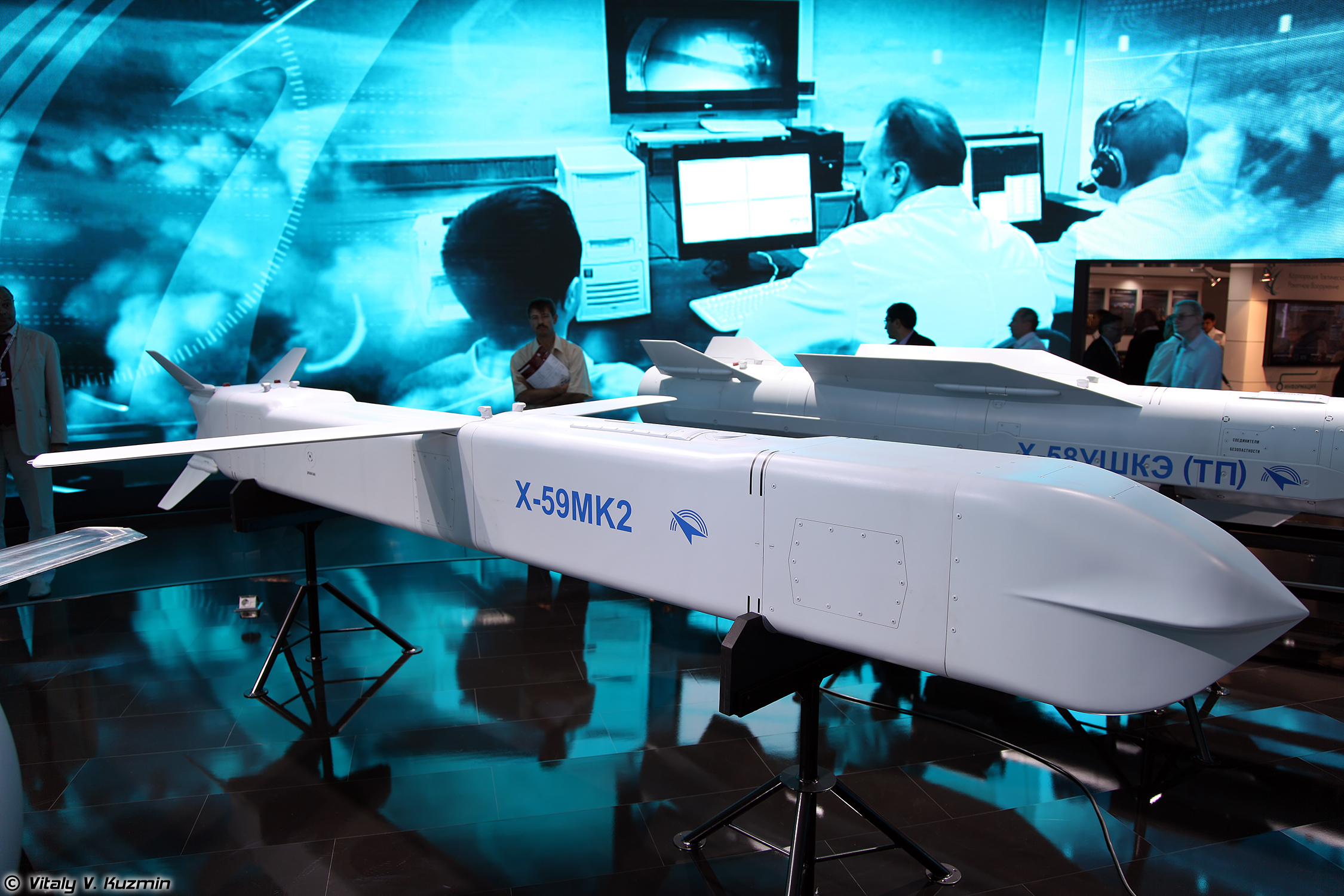
Оновлений варіант ракети Х-59МК2 на МАКС-2015

- Х-59 — первісний варіант з двоступінчастим твердопаливним двигуном (стартовий і маршовий), інерційною системою керування СНАУ-59 та телекомандною «Текон-1» системою наведення з ТГСН «Тубус-2». Двоступінчаста твердопаливна ракетна рухова установка забезпечує дальність польоту до 45 км. ДСВ (державні спільні випробування) завершено в 1979 році, прийнято на озброєння у складі Су-24 в 1980[6]. Єдиний носій у ВПС — Су-24М[7].
- Х-59Л — варіант з лазерним наведенням, що розроблявся, але, ймовірно, не доведений до виробництва.
- Х-59Т — паралельне найменування для базової модифікації Х-59 з телевізійно-командною системою наведення.
- Х-59М («Овод-М», Виріб Д-9М, за кодифікацією НАТО — AS-18 Kazoo) — оновлений варіант Х-59 з ТРДД у підфюзеляжній гондолі, замість маршового РДТП, потужніша БЧ, системою наведення «Текон-1А» "(-1Б/-2) з радіовисотоміром та ТГСН «Тубус-2А». Експортувалася як Х-59М чи Х-59МЕ. Дальність дії до 115 км.
  - Х-59МЭ — експортний варіант Х-59М.
  - Х-59МК (Х-59А) — Протикорабельна ракета з БИНС, комплексним радіовимірювачем, НАП систем ГЛОНАСС / GPS та з активною радіолокаційною головкою самонаведення АРГС-59Э, маршова висота польоту 10-15 м, на кінцевій ділянці 4-7 м дальністю 285 км та БЧ проникного типу масою 320 кг. Вперше було представлено на МАКС-2001.[8]

- - Х-59МК2 — різновид Х-59МК для ураження нерухомих наземних цілей з відомими координатами, оснащена системою управління, що включає: БИНС, оптико-електронну ГСН і НАП систем ГЛОНАСС/GPS, політ до цілі здійснюється на висоті 50-300 м, передбачені проникна та касетна БЧ. Була представлена на МАКС-2009.
  - Х-59МК2 — оновлений варіант меншої довжини та маси з квадратним у перерізі корпусом, пристосований для розміщення у внутрішньому відсіку озброєння літака. Аналог західних КР того ж класу AGM-158 JASSM, Scalp EG/Storm Shadow та Taurus у фюзеляжі з обводами Stealth має значну дальність стрільби. Була представлена на МАКС-2015. Проходить випробування. Ймовірно ця ракета була взята за основу в створенні Х-69 або перейменована на неї, бо характеристики досить подібні як і зовнішній вигляд.[9]
  - Х-59М2 — варіант з АРЛГСН АРГС-59 і трансляційно-командною системою наведення що допускає застосування по наземних та надводних цілях з відомими координатами у будь-який час доби.
  - Х-59М2Э — експортний варіант Х-59М2.

## Характеристики
За даними різних джерел:.
|                                 |                                 | Х-59                                                                                        | Х-59М                                                                                       | Х-59М2                                                                                      | Х-59МК                                                                                      | Х-59МК2                                                                                     | Х-59МК2 («оновлена»)                                                                        |
| ------------------------------- | ------------------------------- | ------------------------------------------------------------------------------------------- | ------------------------------------------------------------------------------------------- | ------------------------------------------------------------------------------------------- | ------------------------------------------------------------------------------------------- | ------------------------------------------------------------------------------------------- | ------------------------------------------------------------------------------------------- |
| Довжина, м                      | Довжина, м                      | 5,37                                                                                        | 5,7                                                                                         | 5,7                                                                                         | 5,7                                                                                         | 5,7                                                                                         | 4,2                                                                                         |
| Розмах крила, м                 | Розмах крила, м                 | 1,26                                                                                        | 1,3                                                                                         | 1,3                                                                                         | 1,3                                                                                         | 1,3                                                                                         | 2,45                                                                                        |
| Діаметр, м                      | Діаметр, м                      | 0,38                                                                                        | 0,38                                                                                        | 0,38                                                                                        | 0,38 — 0,42                                                                                 | 0,38 — 0,42                                                                                 | 0,4×0,4 (у похідному положенні)                                                             |
| Стартова маса, кг               | Стартова маса, кг               | 760—790                                                                                     | 930                                                                                         | 960                                                                                         | 930                                                                                         | до 900                                                                                      | 770                                                                                         |
| Бойова частина                  | Бойова частина                  | проникна фугасно-кумулятивна, касетна або ядерна (варіант для Ту-160 розробки «РФЯЦ-ВНДІЕФ» | проникна фугасно-кумулятивна, касетна або ядерна (варіант для Ту-160 розробки «РФЯЦ-ВНДІЕФ» | проникна фугасно-кумулятивна, касетна або ядерна (варіант для Ту-160 розробки «РФЯЦ-ВНДІЕФ» | проникна фугасно-кумулятивна, касетна або ядерна (варіант для Ту-160 розробки «РФЯЦ-ВНДІЕФ» | проникна фугасно-кумулятивна, касетна або ядерна (варіант для Ту-160 розробки «РФЯЦ-ВНДІЕФ» | проникна фугасно-кумулятивна, касетна або ядерна (варіант для Ту-160 розробки «РФЯЦ-ВНДІЕФ» |
| Маса БЧ, кг                     | Проникної                       | 148                                                                                         | 320                                                                                         | 320                                                                                         | 320                                                                                         | 320                                                                                         | 310                                                                                         |
| Маса БЧ, кг                     | Касетної                        | -                                                                                           | 280                                                                                         | 283                                                                                         | 283                                                                                         | 283                                                                                         | 310                                                                                         |
| Двигун                          | Двигун                          | двоступінчастий РДТП                                                                        | стартовий РДТП, маршовий ТРДД РДК-300, Р95ТП-300БТ або ТРДД-50АТ                            | стартовий РДТП, маршовий ТРДД РДК-300, Р95ТП-300БТ або ТРДД-50АТ                            | РДК-300, Р95ТП-300БТ, ТРДД-50АТ або ТРДД-50Б                                                | РДК-300, Р95ТП-300БТ, ТРДД-50АТ або ТРДД-50Б                                                | ТРДД-50Б (Виріб 37-04)                                                                      |
| Система управління та наведення | Система управління та наведення | інерційна + телекомандна через ракету з можливістю захоплення цілі ТГСН                     | інерційна + телекомандна через ракету з можливістю захоплення цілі ТГСН                     | радіокомандне + активне радіолокаційне самонаведення                                        | БИНС + супутникова + активне радіолокаційне самонаведення                                   | БІНС + супутникова + електронно-оптична                                                     | БІНС + супутникова + електронно-оптична                                                     |
| КІВ, м                          | КІВ, м                          | 2-3                                                                                         | 2-3                                                                                         |                                                                                             |                                                                                             | 3-5                                                                                         | 3-5                                                                                         |
| Швидкість ракети                | Швидкість ракети                | 900—1050 км/год                                                                             | М = 0,72-0,88                                                                               | М = 0,72-0,88                                                                               | 900—1050 км/год                                                                             | 900—1050 км/год                                                                             | 750—1000 км/год                                                                             |
| Найбільша дальність пуску, км   | Найбільша дальність пуску, км   | 40-45                                                                                       | 115                                                                                         | 115                                                                                         | 285 по цілі типу «есмінець», «крейсер»                                                      | 285                                                                                         | 290                                                                                         |
| Найменша дальність пуску, км    | Найменша дальність пуску, км    | -                                                                                           | 10-15                                                                                       | -                                                                                           | 5-25                                                                                        | -                                                                                           | -                                                                                           |
| Висота польоту, м               | Висота польоту, м               | 15, 50-1100                                                                                 | 7, 50, 100, 200, 600 або 1000                                                               | 7, 50, 100, 200, 600 або 1000                                                               | 4-7, 10-15                                                                                  | 50-300                                                                                      | 50-300                                                                                      |
| Висота пуску, м                 | Висота пуску, м                 | -                                                                                           | 200-5000                                                                                    | 200-5000 і більше                                                                           | 200-11000                                                                                   | 200-11000                                                                                   | 200-11000                                                                                   |
| Сектор пуску                    | Сектор пуску                    | 360 °                                                                                       | 360 °                                                                                       | 360 °                                                                                       | ±45°                                                                                        | ±45°                                                                                        | ±45°                                                                                        |
| Швидкість носія, км/год / М     | Швидкість носія, км/год / М     |                                                                                             | 600—1100 / 0,5-0,9                                                                          | 600—1100 / 0,5-0,9                                                                          | 600—1100 / 0,5-0,9                                                                          | 600—1100 / 0,5-0,9                                                                          | 600—1100 / 0,5-0,9                                                                          |

- Найбільша дальність пуску, км:
  - 200 (Х-59МЕ)

- Носії: Су-24М, Су-17М3/22М4, Су-25, Су-30, Су-34, Су-27СМ, Су-35, Су-57, МіГ-15

## Бойове застосування

### Російсько-чеченські війни
Ракети Х-59М використовувалися в ході бойових дій у Чечні для знищення укриттів та складів противника у горах. Клімат Північного Кавказу наклав серйозні обмеження застосування високоточної зброї — погані метеоумови, туман і слабка видимість призводили до зриву наведення в лісистих горах і засніжених ущелинах. Наприклад, за весь грудень 1994 року в Чечні було всього 2 дні із ясною погодою, коли було можливо використати всі можливості високоточної зброї. Від застосування ракет Х-59 відмовилися після чотирьох пусків.

### Війна в Сирії
Стало відомо що у лютому 2018 року під час військових випробувань ракет Х-59МК2 були виконані бойові пуски ракет в Сирії з літаків-носіїв Су-57.

### Російсько-українська війна

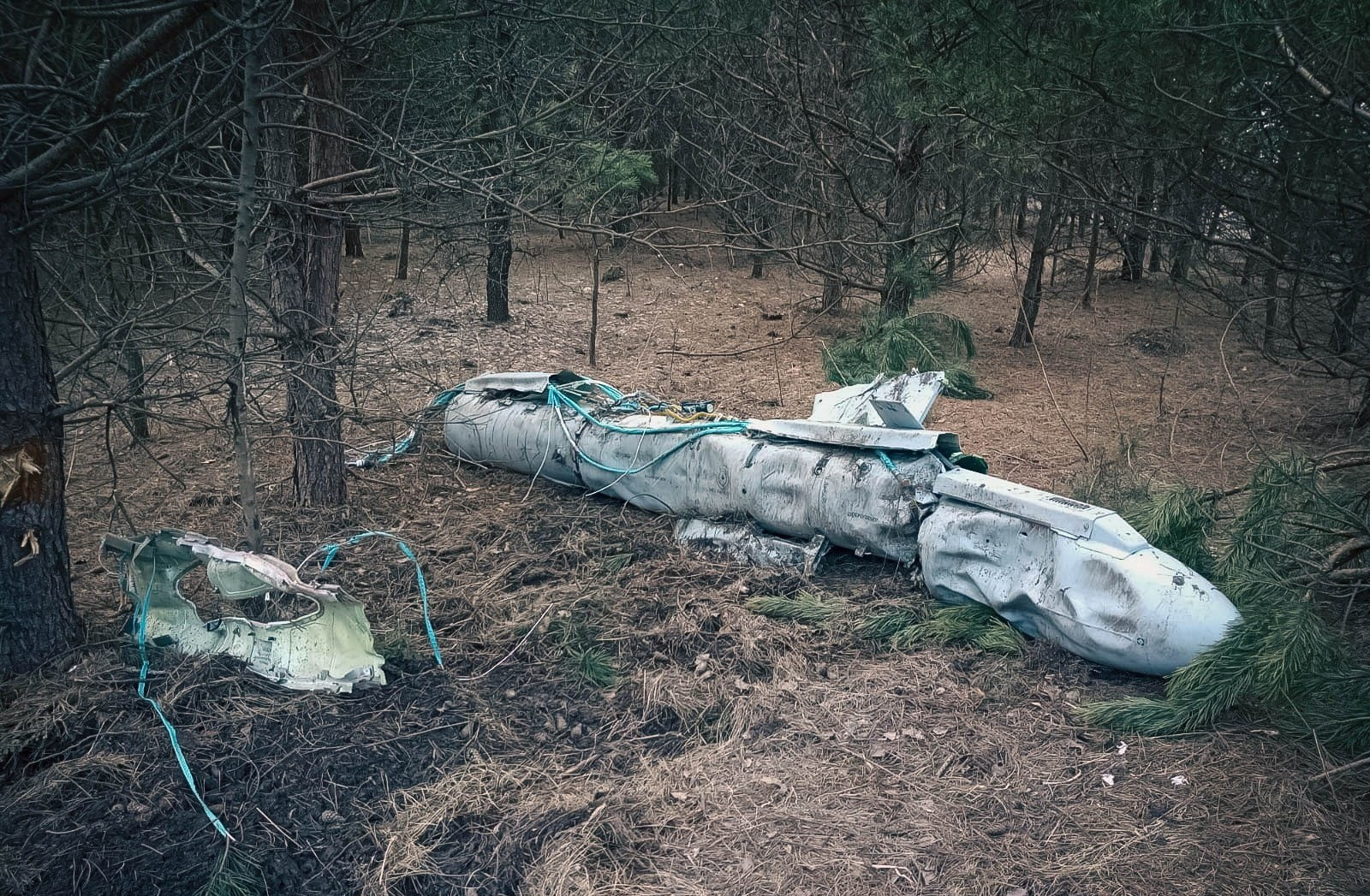
На Сумщині вибухотехніки поліції знешкодили авіаційну ракету Х-59 (29 березня 2024 року)

3 квітня 2022 року під час широкомасштабного російського вторгнення російські війська завдали удару ракетою Х-59 по розташованому в селі Костянтинівка елеватору компанії ТОВ «Баловнянська виробнича база» (ТОВ «Костянтинівський елеватор», група компаній ПАЕК), почалась пожежа на площі 1600 м², яку вдалось загасити. Минулось без жертв, але роботу підприємства було заблоковано.
За даними видання Defense Express, 8 та 15 квітня 2022 року для пуску ракети цього типу по об'єктах в Полтавській, Кіровоградській області та порту Одеси було використано найсучасніший російський винищувач Су-57.
26 травня 2022 року, зенітним ракетним підрозділом української ППО збита ракета Х-59.
29 травня 2022 року, у небі над Донбасом знищено дві російські ракети Х-59МК.
30 травня 2022 року повідомлялося про знищення Х-59МК на Донеччині.
2 червня 2022 року, український комплекс С-300ПТ знищив Х-59МК.
28 серпня 2022 року, ракетою Х-59 знищено громадську вбиральню на околиці Нововоронцовки Херсонської області.
4 вересня 2022 року збито російську ракету Х-59 (запущену з Су-35) над Миколаївщиною.
10 вересня 2022 року збито російську ракету Х-59 над Дніпропетровською областю.
26 вересня 2022 року, ракетою X-59 обстріляний аеропорт Кривого Рогу; за словами голови ОВА, інфраструктура летовища знищена.
27 жовтня 2022 року, одну ракету X-59 збито над Дніпропетровською областю.
6 грудня 2022 року, військові рф випустили ракету Х-59 по селу Новотаврічеське Запорізької області. Від влучання відбулося займання житлової та господарчої будівель.
22 грудня 2022 року, у небі над Миколаївською областю було збито російську ракету Х-59.
23 січня 2023 року, за повідомленням Командування ПС ЗСУ, в період часу 10:00-16:00 зенітними ракетними підрозділами знищено два російські штурмовики Су-25, ударний вертоліт Ка-52, дві керовані авіаційні ракети Х-59 і БПЛА ОТР «Орлан-10».
21 березня 2023 року, згідно з повідомленням Повітряних Сил ЗС України, російські окупанти близько 19:40 атакували Одеську область чотирма ракетами Х-59. Зліт ворожих літаків Су-35 здійснювався з аеродрому «Бельбек» у Криму. У небі над областю 2 ворожі ракети вдалося збити, ще 2 — влучили в триповерховий будинок на території монастиря в м. Одесі, відомо про чотирьох поранених.
12 березня 2024 року, ракета х-59 (модифікація уточнюється) влучила в будинок в місті Кривий Ріг. Відомо про два влучання (жителі чули в той день 3 вибухи, ймовірно ППО та уламки полетіли на Східний 1 та 1-шу дільницю). В той момент тривога почалась о 18:09, телеграм канали дали інформацію про ракету о 18:36 з текстом "⚡️Керована авіаційна ракета, імовірно Х-59 в напрямку Кривого Рогу!", в ці ж хвилини ракета і прилетіла. На даний час відомо про 5-х загиблих та більше 50 потерпілих, з них близько 10 дітей.
Подивитись детальніше можна на сайті Факти та New Voice. 
8 квітня 2024 року близько 21.00, російські війська ракетою Х-59 завдали удар по гуртожитку в Полтавській громаді: 1 людина загинула, кількість постраждалих-16 людей, з них четверо — діти. 
17 червня, під час повітряної тривоги, окупанти влучили в цивільну інфраструктуру в Полтавській громаді. За інформацією ОВА, внаслідок атаки є постраждалі люди та пошкоджені будинки.

## Оператори
Теперішні
- Росія — країна-виробник
- Алжир  — в 2011-м році планувалося постачання ракет Х-59МЭ на суму ~$6 млн[42];
- Венесуела
- Індія [43]
- КНР[43]
- Малайзія
- В'єтнам

Колишні
- СРСР — у зв'язку з розпадом, ракети перейшли у власність країн учасників СРСР